# 米金戈島
米金戈島（英語：Migingo Island）是一座面積約2,000-平方（0.20-公頃）（即是只有兩個足球場大小）的小島，位於非洲維多利亞湖，島嶼雖小但人口稠密，島上人民多以捕魚為業，同時島上也有各行各業。該島也存在肯亞和烏干達政府之間的主權爭議，被形容是「非洲最小戰爭」。